# Ліснослобідська сільська рада
| Ліснослобідська сільська рада — орган місцевого самоврядування у Коломийському районі Івано-Франківської області з адміністративним центром у с. Лісна Слобідка. Історична дата утворення: в 1940 році, включена до Коршівського району. 17.10.1954 облвиконком рішенням № 744 передав хутір Кринички до Лісно-Слобідської сільської ради з Сідлищенської сільської ради. Сільській раді підпорядковані населені пункти: - с. Лісна Слобідка |

## Склад ради
Рада складається з 16 депутатів та голови.

### Керівний склад ради
| ПІБ                         | Основні відомості                                                               | Дата обрання | Дата звільнення |
| --------------------------- | ------------------------------------------------------------------------------- | ------------ | --------------- |
| Гнатюк Мирослав Миколайович | Сільський голова, 1956 року народження, освіта, безпартійний                    | 26.03.2006   | 31.10.2010      |
| Дмитрук Василь Васильович   | Сільський голова, 1957 року народження, освіта вища, безпартійний               | 31.10.2010   | 30.04.2013      |
| Ямбор Ярослав Іванович      | Сільський голова, 1965 року народження, освіта середня спеціальна, безпартійний | 15.12.2013   |                 |

Примітка: таблиця складена за даними джерела